# Me la caverò
Me la caverò è un singolo del cantautore italiano Max Pezzali, il secondo estratto dalla raccolta TuttoMax, pubblicato nel 2005 come singolo.

## Descrizione
Il brano, prodotto da Marco Guarnerio e Pier Paolo Peroni, era già presente in Il mondo insieme a te, primo album da solista di Pezzali. Il singolo fu pubblicato in una speciale Digipack Edition contenente anche 3 brani dal vivo. Il video della canzone, diretto da Gaetano Morbioli, è stato premiato al Premio Roma Videoclip. Il singolo è stato poi certificato disco d'oro.

## Tracce
1. Me la caverò – 3:43
2. Eccoti (New 2005)
3. Nessun rimpianto (Live 2005)
4. Bella vera (Live 2005)
5. Come mai (Live 2005)

## Formazione
- Max Pezzali - voce
- Marco Guarnerio - basso, chitarra, cori, pianoforte, tastiera
- Mario Zapparoli - batteria
- Paolo Carta - chitarra
- Fabrizio Frigeni - chitarra
- Claudio Guidetti - chitarra, pianoforte

## Classifiche
| Classifica (2005) | Posizione massima |
| ----------------- | ----------------- |
| Italia            | 11                |